# Úrvalsdeild 1963
Thống kê của Úrvalsdeild mùa giải 1963.

## Tổng quan
Có 6 đội tham gia, và KR giành chức vô địch. Skúli Hákonarsson của ÍA là vua phá lưới với 9 bàn thắng.

## Bảng xếp hạng
| Vị thứ | Câu lạc bộ | St | T | H | B | BT | BB | HS  | Đ  |
| 1      | KR         | 10 | 7 | 1 | 2 | 27 | 16 | +11 | 15 |
| 2      | ÍA         | 10 | 6 | 1 | 3 | 25 | 17 | +8  | 13 |
| 3      | Valur      | 10 | 4 | 2 | 4 | 20 | 20 | +0  | 10 |
| 4      | Fram       | 10 | 4 | 1 | 5 | 11 | 20 | -9  | 9  |
| 5      | Keflavík   | 10 | 3 | 1 | 6 | 15 | 19 | -4  | 7  |
| 6      | ÍBA        | 10 | 2 | 2 | 7 | 16 | 22 | -6  | 6  |